# Fictocriticismo
Fictocrítica é um estilo pós-moderno de escrita que pode ser descrito como "Antropologia Gonzo [em referência ao estilo de jornalismo ] ". Misturando fato e ficção, observação etnográfica, história arquivística, teoria literária e memórias.
O professor Carl Rhodes define o fictocriticismo como "uma escrita engajada na flexão de gênero como compromisso literário e teórico com a existência e a individualidade". É uma nova subcategorização e, portanto, ainda está sendo definida e redefinida.
A tradição da divisão entre as práticas de ficção, teoria e crítica em histórias narrativas únicas, ensaios e críticas tendem a se fundir em uma fictocriticismo que combina elementos em um único texto. Esses textos, portanto, muitas vezes contam uma história enquanto fazem um argumento. Eles vão desde a prosa poética de vanguarda até as invenções discursivas metaficcionais.

Certa vez, Jacques Derrida pediu um nome:
Devemos inventar um nome para essas invenções "críticas" que pertencem à literatura enquanto deformam os limites dela.
O nome que se poderia ter dado a ele era fictocriticismo, mas de qualquer forma ele continuou escrevendo e atuando, criticamente, e às vezes ficcionalmente, por exemplo, contando histórias enquanto fazia seus argumentos filosóficos.
O fictocriticismo pode ter suas origens em Montaigne, seguindo por Barthes e fazendo uma aparição diferente no Novo Jornalismo de Tom Wolfe ou Joan Didion. Tendendo para a narrativa descontraída, a inclusão do local e do singular; a adoção da cultura e da mídia contemporâneas, o nome e o estilo foram adotados com entusiasmo na Austrália e no Canadá.
O fictocriticismo também pode assumir formas alternativas, como obras de arte. Artistas como Patricia Piccinini foram descritos operando em um diálogo fictício, criando criaturas futuristas fictícias e espécies companheiras de um futuro possível.
Um proeminente praticante do fictocriticismo hoje é Michael Taussig, um antropólogo que atualmente trabalha na Universidade de Columbia, que dá palestras extensivamente sobre o assunto.

## Na cultura popular
A comédia romântica de 2015 Maggie's Plan apresenta dois professores universitários, interpretados por Ethan Hawke e Julianne Moore, que produzem ensaios e livros fictícios.